# ازغند
ازغند با نام تاریخی شهر سبز روستایی از توابع شهرستان مه‌ولات در استان خراسان رضوی، ایران است. تابعیت این روستا بارها توسط تربت حیدریه و کاشمر متناسب با قدرت حاکمانش، دست به دست شده، اما امروزه بخشی از شهرستان مه‌ولات است و این روستا در دهستان ازغند قرار دارد. 
براساس سرشماری مرکز آمار ایران در سال ۱۳۹۵، جمعیت آن ۱٬۲۸۰ نفر بوده است.

## وجه تسمیه
لغت ازغند در زبان پهلوی به معنای شهر بزرگ و سبز است. دربارهٔ «ازغند» و به تبع آن شکلِ نوشتاری آن (ازغند، ازقند) روایت‌ها و استدلال‌های گوناگونی مطرح است. که در اینجا به دو مورد اشاره می‌شود: برخی واژهٔ ازغند را برگرفته از لغت «آذوقه بند» می‌دانند چرا که دشت ازغند به حاصلخیزی و پرآبی مشهور است و ازغند را انبار غلّه و آذوقهٔ منطقه دانسته‌اند.
این تعبیر چندان پایه و اعتبار لغوی ندارد. برخی دیگر از جمله آیت‌الله محمدصادق سعیدی معتقدند: در حقیقت ازغند، «اُزقند» است، چرا که «اُز» به معنی سبز و خرم و «قند» به معنی شهر و آبادی مانند «سمرقند» («سمر» یعنی افسانه و قند یعنی شهر پس سمرقند به معنی «شهر افسانه ای») پس ازغند یا اُزغند به معنای «شهر یا آبادی سبز و خرم» می‌باشد. جالب اینکه این تعبیر با آنچه که بین اهالی و از پیشینیان سینه به سینه منتقل شده همخوانی دارد زیرا گذشتگان نام قدیمی ازغند را «شهر سبز» می‌دانند.

## پیشینه
این روستا یکی از روستاهای ترشیز، ولایت پشت بوده است.

## آثار تاریخی
- آرامگاه خواجه عبدالرشید
- ارگ ازغند
- مسجد بالا
- کوه‌های بقرقی
- مسجد جامع ازغند :مسجد جامع ازغند مربوط به دوره ایلخانی و ایوان مسجد جامع این روستای ثبت میراث فرهنگی کشور است. هرچند گمان می‌رود این مسجد مربوط به کنشتی از زرتشتیان باشد که پس از اسلام و حملهٔ اعراب به دلیل ترس از تخریب توسط اعراب به مسجد تغییر کاربری داده شده است.

آثار به جای مانده همچون گورهای زردشتیان موسوم به «قبرستان گبرها» و «سرو» بسیار کهنسال بر سر راهِ ورودی، تاریخ روستا را به پیش از اسلام می‌برند. اگر پیش‌تر آییم به آثاری از دوران سلجوقیان قلعه‌های اسماعیلیه که بر بالای کوه صعب العبور موسوم به «باغ قلعه» برخواهیم خورد. دور تا دور قلعه یعنی پشت دیوار بارو، خندقی حفر شده که در مواقع اضطراری آن را آبگیری می‌کردند تا دشمن نتواند حمله کند. خندق و بارو، هنوز به خیابان اصلی ازغند که از میدان اصلی درب قلعه به سمت شمال یعنی قبرستان بالا می‌باشد، مردم ته خندق می‌گویند.
«حفره‌ها و تونل‌های زیرزمینی درغربِ روستا موسوم به «سومب» بی شک دارای پیشینه ای است که هنوز تحقیقات چندانی روی آنها انجام نگرفته است.

## جمعیت
این روستا در دهستان ازغند قرار دارد و براساس سرشماری مرکز آمار ایران در سال ۱۳۹۵، جمعیت آن ۱٬۲۸۰ نفر بوده است.